# Messier 18
Messier 18 (również M18 lub NGC 6613) – mała i rozproszona gromada otwarta, złożona z około 20 gwiazd dziewiątej wielkości, położona w gwiazdozbiorze Strzelca. Odkrył ją Charles Messier 3 czerwca 1764 roku.
M18 znajduje się w odległości około 4,9 tysięcy lat świetlnych (1,5 kpc) od Ziemi. Ma średnicę kątową 9', rzeczywistą – około 17 lat świetlnych. Jasność M18 to 7,5 magnitudo.
Usytuowana jest pomiędzy Mgławicą Omega (M17) a chmurą gwiezdną M24.